# ناپیوند
ناپیوند (به انگلیسی: Non-bonding) گونه‌ای پیوند شیمیایی است که در آن اشغال یا عدم اشغال اوربیتال پیوند به وسیلهٔ الکترون، تأثیری در رتبه پیوند ندارد.
اوربیتال‌های مولکولی از ترکیب خطی اوربیتال‌های اتمی ساخته می‌شوند. با واکنش دو اتم، اوربیتال‌های یک اتم ممکن است اوربیتالی در اتم دیگر برای ترکیب‌شدن و ایجاد اوربیتال مولکولی نیابند و به همان صورت در مولکول نهایی بمانند. هنگامیکه اوربیتال‌های مولکول ایجاد شده بررسی می‌شوند، این اوربیتال‌‌ها نقشی در پایداری یا عدم پایداری مولکول ندارند و ازینرو به آن‌ها اوربیتال ناپیوند گفته می‌شود. مثلا در HF، یک پیوند سیگما وجود دارد، و اوربیتال‌های اتمی px و py در فلوئور، اوربیتال متناظری برای واکنش در هیدروژن نمی‌یابند و به همانگونه در مولکول HF می‌مانند و دو اوربیتال ناپیوند را در این مولکول به وجود می‌اورند.